# روان‌شناس
تعیین این که اصطلاح روان‌شناس برای چه کسی به کار می‌رود، موضوع آسانی نیست. مشکلات از این واقعیت ناشی می‌شوند که برخی از کسانی که ادعای آن را دارند، به دلیل این است که به حرفه روان‌شناسی می‌پردازند، دیگران به دلیل کاربرد آن، بعضی‌ها به دلیل تدریس آن و برخی نیز به دلیل پژوهش آن. در مواردی که یک تعریف رسمی ارائه می‌شود، معمولاً هدف آن برآوردن برخی مسائل عملی یا قانونی است؛ برای مثال از نظر بسیاری از سازمان‌های دولتی که گواهینامه‌های روان‌شناسان را کنترل می‌کنند، روان‌شناس می‌بایست یک دوره عالی (دست کم فوق لیسانس، و اغلب دکترا) را در یک مؤسسه معتبر طی کرده، یک یا چند سال دوره کارآموزی تحت نظارت را گذرانده و در امتحان کتبی قبول شده باشد.
اما بطور کلی متخصص روانشناس فردی است که آموزش‌های تخصصی و آکادمیک در حوزه مطالعه رفتار و فرایندهای ذهنی دیده است و می‌تواند به دیگران کمک کند تا مسائل روان‌شناختی خود را مدیریت کنند و از نظر روانی به تکامل و خودشکوفایی برسند. به‌طور کلی، واژه «متخصص روانشناس» (Psychologist) در مورد افرادی به‌کار می‌رود که در دو حوزه فعالیت دارند.
روانشناس فردی آرام و آگاه به علم روانشناسی است که برای کمک به سلامت روان جامعه آموزش دیده است.
روانشناس با تجزیه و تحلیل فرآیندهای ذهنی به افرادی که نیاز به حمایت و رشد دارند کمک می‌کند. همچنین به عنوان یک متخصص در زمینه سلامت روان شناخته می‌شود.

## شرایط و دلایلی که باید به روانشناس مراجعه کنیم
- اختلالات ایجاد شده ناشی از مصرف الکل و مواد مخدر
- کنترل خشم
- کنترل اضطراب
- وسواس بر روی ظاهر اعضای بدن
- درمان افسردگی
- کم اشتهایی یا پر اشتهایی
- موضوعات خانوادگی و روابط مابین افراد خانواده
- چاقی
- دردهای مزمن و بدون دلایل جسمی
- اختلال روانی مربوط به اضطراب پس از حادثه (PTSD)
- اختلال در خواب
- ترس‌ها و فوبیاها
- مشکلات ایجاد شده در محل کار یا مدرسه
- نداشتن اعتماد به نفس کافی
- فقدان و از دست دادن عزیزان[۶]

## وظایف روانشناس
یافتن درمان مناسب با بیماری یکی از وظایف مهم روانشناس محسوب می‌شود.
روانشناس آموزش می‌بیند و مهارت کافی را کسب می‌کند تا با استفاده از روش‌های مختلف سلامت روان شما را ارزیابی و درمان کند. روانشناسان به افراد یاد می‌دهند که چگونه با مسائل زندگی خود کنار بیایند. همچنین آزمایش‌ها و ارزیابی‌هایی را ارائه می‌دهند که به تشخیص بیماری کمک می‌کند یا نحوه تفکر و احساس بیمار را شرح می‌دهد.
برخی از این آزمایش‌ها عبارتند از
1. مهارت‌های فکری
2. نقاط قوت و ضعف استدلال و تفکر
3. ترجیح شغلی و حرفه‌ای
4. خصوصیات تیپ شخصیتی

روانشناس حرفه‌ای از مجموعه‌ای از درمان‌ها استفاده می‌کند. درمان‌های مبتنی بر شواهد که رکن اصلی آن‌ها روان درمانی یا گفتار درمانی است.
انواع رایج گفتار درمانی
- روان درمانی
- انسان گرایانه
- بین فردی
- شناختی رفتاری (CBT)
- رفتار درمانی دیالکتیکی (DBT)

روانشناس با بررسی نیازها و اهداف شما بهترین نوع درمان را برای شما در نظر می‌گیرد. هر روانشناس در مقابل بیماران خود مسئولیت‌هایی دارد. رسیدن به روش درمان موثر یکی از مهم‌ترین مسئولیت‌ها است. برای رسیدن به درمان موثر باید مراحل زیر طی شود:
1. توجه به معاینات روتین برای ارزیابی شرایط سلامت
2. ارائه توصیه‌ها و اقدامات پیشگیرانه
3. در نهایت رسیدن به تشخیص آگاهانه بر اساس دانش و سابقه بیمار

پس طی مراحل بالا روانشناس به درمان مناسب برای شما دست پیدا می‌کند. سپس با استفاده از روش‌های نوین علمی مراحل درمان به خوبی طی و بهبودی حاصل می‌شود.

## انواع روانشناسی
انواع مختلفی از روانشناسی وجود دارد که اهداف متفاوتی را دنبال می‌کند. هیچ راه ثابتی برای طبقه بندی آنها وجود ندارد، اما در اینجا به چند نوع رایج اشاره می‌کنیم.

### روانشناسی بالینی
روانشناسی بالینی دانش، نظریه و رفتار فرد را به منظور پیش‌بینی، درک و تسکین مشکلات مربوط به ناتوانی، ناراحتی و ناسازگاری ترکیب می‌کند و انطباق، سازگاری و توسعه فردی را ترویج می‌کند.
روانشناس بالینی بر جنبه‌های فکری، عاطفی، بیولوژیکی، روانشناختی، اجتماعی و رفتاری عملکرد انسان در طول زندگی فرد، در فرهنگ‌ها و سطوح اجتماعی-اقتصادی مختلف تمرکز دارد. روانشناسی بالینی می‌تواند در درک، پیشگیری و کاهش پریشانی یا اختلال عملکرد روانشناختی افراد کمک کند و بهزیستی و توسعه شخصی آنها را ارتقا دهد.
ارزیابی روانشناختی و روان درمانی در عمل روانشناسی بالینی نقش اساسی دارند، اما روانشناسان بالینی اغلب در امر تحقیقات، آموزش، شهادت پزشکی قانونی و سایر زمینه‌ها نیز مشارکت دارند.

### روانشناسی شناختی
روانشناسی شناختی به بررسی فرآیندهای ذهنی درونی مثل حل مسئله، زبان مادری، حافظه کوتاه مدت و بلند مدت و نحوه یادگیری می‌پردازد. این به نحوه تفکر، درک، ارتباط، به خاطر سپردن و یادگیری افراد می‌پردازد. این شاخه از روانشناسی با عصب شناسی، زبان شناسی و فلسفه ارتباط تنگاتنگی دارد.
روانشناسان شناختی نحوه ادراک، پردازش و ذخیره اطلاعات توسط افراد مختلف را بررسی می‌کنند. کاربردهای عملی آن شامل نحوه بهبود حافظه، افزایش دقت تصمیم‌گیری یا نحوه تنظیم برنامه‌های آموزشی برای تقویت یادگیری می‌شود.

### روانشناسی رشد
یکی دیگر از انواع روانشناسی منوط به فعالیت در حوزه رشد است. این شاخه علمی با تغییرات روانشناختی سیستماتیکی که فرد در طول زندگی‌اش تجربه می‌کند مرتبط است و اغلب به عنوان رشد و تعالی انسانی از آن یاد می‌شود. این نه تنها بر روی نوزادان و کودکان خردسال، بلکه بر نوجوانان، بزرگسالان و افراد مسن نیز تمرکز دارد.
این تغییرات روانشناختی عبارتند از مهارت‌های حرکتی، حل مسئله، درک اخلاقی، فراگیری زبان، احساسات، شخصیت، خودپنداره و شکل گیری هویت. همچنین به ساختارهای ذاتی ذهن در برابر یادگیری از طریق تجربه می‌پردازد، یا اینکه بیان می‌کند چگونه ویژگی‌های یک فرد با عوامل محیطی در تعامل است و این موضوع چگونه بر رشد او تأثیر می‌گذارد. روانشناسی رشد با رشته‌هایی مانند زبان شناسی همپوشانی دارد.

### روانشناسی تکاملی
روانشناسی تکاملی به این می‌پردازد که چگونه رفتار انسان، به عنوان مثال زبان، تحت تأثیر تنظیمات روانی در طول تکامل قرار گرفته است. یک روانشناس تکاملی معتقد است که بسیاری از ویژگی‌های روانشناختی انسان از این جهت سازگار هستند که ما را قادر ساخته اند در طول هزاران سال زنده بمانیم.

### روانشناسی قضایی
روانشناسی قضایی به بهره‌گیری از روانشناسی در تحقیقات جنایی و قانونی اشاره دارد. یک روانشناس قضایی، روانشناسی را به عنوان یک علم در سیستم عدالت کیفری و دادگاه‌های مدنی اجرا می‌کند. این شامل ارزیابی عوامل روانشناختی است که ممکن است بر یک پرونده یا رفتار تأثیر بگذارد و یافته‌ها را در دادگاه ارائه دهد.

### روانشناسی سلامت
روانشناسی سلامت یکی دیگر از انواع روانشناسی است که به آن طب رفتاری یا روانشناسی پزشکی نیز می‌گویند. این روانشناس بررسی می‌کند که رفتار، زیست‌شناسی و زمینه اجتماعی چگونه بر سلامتی افراد تأثیر می‌گذارد.
اغلب اوقات، پزشکان از همان ابتدا علل بیولوژیکی یک بیماری را بررسی می‌کنند، اما روانشناسان سلامت بر کل شخصیت فرد و هر آنچه که می‌تواند سلامتی او را تحت‌الشعاع قرار دهد، تمرکز دارند. این ممکن است شامل وضعیت اجتماعی-اقتصادی، تحصیلات، پیشینه آنها و رفتارهایی باشد که ممکن است بر بیماری تأثیر بگذارد، مانند پیروی از دستورالعمل‌ها و داروها.
روانشناسان سلامت اکثر اوقات در بیمارستان‌ها و محیط های بالینی با سایر متخصصان پزشکی همکاری می‌کنند.

### روانشناسی اعصاب
روانشناسی اعصاب به ساختار و عملکرد مغز در رابطه با رفتارها و فرآیندهای روانی می‌پردازد. اگر شرایطی مثل ضایعات در مغز و ارزیابی‌هایی باشد که شامل ثبت فعالیت الکتریکی در مغز باشد، ممکن است اعصاب درگیر باشد.
روانشناسی اعصاب برای تعیین اینکه آیا فرد احتمالا به دنبال آسیب مغزی مشکوک یا تشخیص داده شده، مانند سکته مغزی، مشکلات رفتاری را تجربه می‌کند یا خیر، استفاده می‌شود.
نتایج می‌تواند پزشک را قادر سازد تا درمانی ارائه دهد که به فرد کمک می‌کند به بهبودهای احتمالی در آسیب شناختی حاصله، دست یابد.

### روانشناسی کار
روانشناسان سازمانی یا شغلی، عملکرد افراد را در محیط کارشان ارزیابی می‌کنند و توصیه‌های برای بهبود اوضاع ارائه می‌دهند.
آن‌ها به سازمان‌ها و صاحبان مشاغل کمک می‌کنند تا رفتار کارکنان‌شان را درک کنند و کمک می‌کنند تا راه‌های تاثیرگذارتری را  برای عملکرد پرسنل‌شان  پیدا کنند. در نهایت این اطلاعات منجر به افزایش کارایی، اثربخشی، رضایت شغلی و حفظ کارکنان سازمان می‌شود.

### روانشناسی اجتماعی
روانشناسی اجتماعی از روش‌های علمی استفاده می‌کند تا درک کند که تأثیرات اجتماعی چگونه بر رفتار انسان تأثیر می‌گذارد. در واقع روانشناس اجتماعی به دنبال توضیح این است که احساسات، رفتار و افکار چگونه تحت تأثیر حضور واقعی، خیالی یا ضمنی افراد دیگر قرار می‌گیرند.
یک روانشناس اجتماعی به رفتار گروهی، ادراک اجتماعی، رفتار غیرکلامی، انطباق، پرخاشگری، تعصب و رهبری فرد نگاه می‌کند. ادراک اجتماعی و تعامل اجتماعی به عنوان کلید درک رفتار اجتماعی در نظر گرفته می‌شود.

## بازار کار روانشناسی
بین 12 تا 15 درصد از افرادی که در رشته روانشناسی و در مقاطع لیسانس، فوق لیسانس و دکترا فارغ التحصیلان شده‌اند، در اولین شغل نقش‌های مدیریتی دارند. این در حالی است که دیگر افراد مسئولیت‌های مدیریتی را در شغل دوم یا سوم خود به‌عهده می‌گیرند.
این رشته باتوجه‌به شرایط زندگی امروزه بسیار کاربرد دارد و با دید تخصصی‌تر به مشکلات افراد می‌نگرد. میزان بازار کار این رشته تا حد زیادی به شهر محل سکونت بستگی دارد. در شهرهای کوچک هنوز افراد به روانشناسان اعتماد نمی‌کنند. این در صورتی است که در شهرهای بزرگ اکثر افراد تمایل به کمک گرفتن از روانشناس دارند.
پذیرش بالای دانشگاه‌ها در این رشته باعث اشباع شدن بازار کار آن شده است. با این حال با وجود شناخت شرکت‌های بزرگ از نقش این افراد در افزایش بهره‌وری، برای استخدام آن‌ها موقعیت‌های شغلی خوبی فراهم می‌شود.

## فرصت‌های شغلی برای رشته روانشناسی
فارغ التحصیلان رشته روانشناسی با مدرک کارشناسی می‌توانند در برخی از سازمان‌های دولتی و غیر دولتی استخدام شوند. برخی از این سازمان‌ها عبارتند از:
- بهزیستی
- شهرداری
- نیروی انتظامی
- کلینیک و بیمارستان[۱۵]
- مراکز توانبخشی
- مدرسه
- مراکز مشاوره
- مهدکودک

همچنین کسانی که در سازمان‌ها به‌عنوان یک روانشناس فعالیت خود را آغاز می‌کنند؛ می‌توانند در سمت‌های زیر استخدام و به حرفه خود ادامه دهند.
1. برنامه‌ریز نیروی انسانی
2. منابع انسانی
3. آموزش
4. گزینش نیروها
5. تحقیق و توسعه منابع انسانی

فارغ التحصیلانی که شرایط و سرمایه کافی دارند، می‌توانند مطب یا کلینیک روانشناسی راه‌اندازی کنند.

## همچنین ببینید
- لیست روانشناسان